# 디호마르 마크웰
디호마르 라이뮌도 "디호" 마크웰(네덜란드어: Diegomar Raymundo "Diego" Markwell, 1980년 8월 8일 ~ )은 네덜란드의 야구 선수로 현재 네덜란드 프로 야구 리그 혼크발 호프트클라시의 팀인 DOOR 넵튜누스의 선수이다. 2013년 월드 베이스볼 클래식 네덜란드 국가대표 선수이다.